# Madame de Mode
Madame de Mode è un cortometraggio muto del 1912 diretto da C.J. Williams.

## Produzione
Il film fu prodotto dalla Edison Company.

## Distribuzione
Distribuito dalla General Film Company, il film - un cortometraggio di 210 metri - uscì nelle sale cinematografiche statunitensi il 13 luglio 1912. Nelle proiezioni, veniva programmato con il sistema dello split reel, accorpato in un'unica bobina con un altro cortometraggio prodotto dalla Edison, il documentario Picturesque Darjeeling, India.